# Pe-2
Pe-2 (ros. Пе-2, potocznie zw. peszka) – trzymiejscowy nurkujący samolot bombowy produkcji ZSRR z czasów II wojny światowej. Samolot został zaprojektowany w Centralnym Biurze Konstrukcyjnym 29. Jego głównym konstruktorem był Władimir Pietlakow.

## Pe-2
Początki konstrukcji sięgają prototypu myśliwca wysokościowego WI-100, oblatanego 22 grudnia 1939 roku. W czerwcu 1940 roku zapadła decyzja o zbudowaniu na jego bazie szybkiego bombowca nurkującego PB-100. Konstrukcję przebudowano do postaci bombowca nurkującego PB-100 z trzema członkami załogi w miejsce dwóch, z niehermetyzowaną kabiną, z silnikami dostosowanymi do działania na mniejszych wysokościach i ze zróżnicowanym uzbrojeniem i z komorą bombową. Prototyp PB-100 powstał z przebudowy drugiego WI-100 i oblatany został 15 grudnia, do końca 1940 roku wyprodukowano tylko 2 egzemplarze. Jeszcze w tym samym miesiącu podjęto decyzję, by PB-100 z niewielkimi zmianami natychmiast skierować do produkcji jako Pe-2. Łącznie w czasie wojny wyprodukowano 11 070 Pe-2 w wersjach: bombowej, rozpoznawczej i szkolnej. Był on w ten sposób najliczniej występującym samolotem radzieckiego lotnictwa bombowego.
Ze względu na pierwotny projekt samolotu, Pe-2 miał wąski kadłub, niepozwalający na zabranie dużego ładunku bomb do powstałej komory bombowej. W efekcie normalny udźwig wynosił 600 kg, a maksymalny – 1000 kg, jednak w praktyce udźwig wynosił nieco ponad 500 kg. Samolot miał rozliczne wady: dużą prędkość lądowania, liczne przypadki samozapłonu i niedostateczną stateczność podłużną. Zaletą była dość wysoka odporność płatowca na uszkodzenia, o ile nie doszło do pożaru paliwa; lepsza niż bombowca SB.

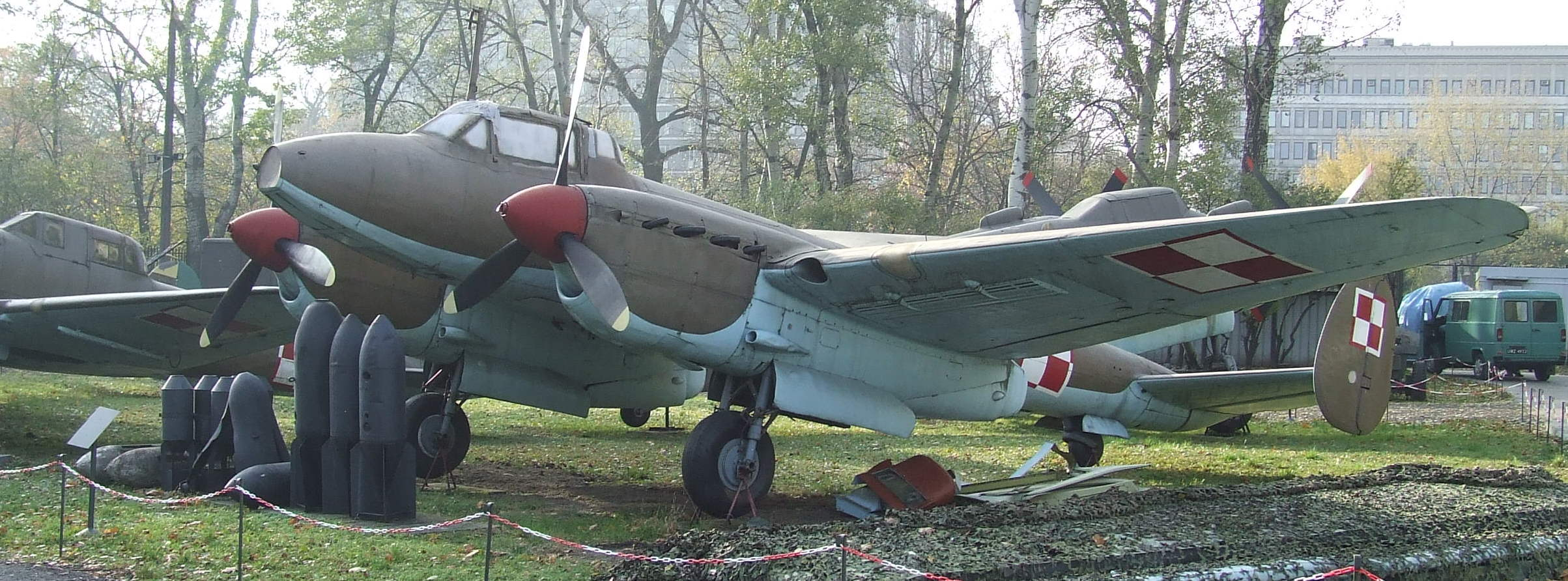
Pe-2FT w Muzeum Wojska Polskiego w Warszawie

Niezbyt udana była również wersja nocnego myśliwca. Samolot był zbyt słabo uzbrojony (jeden karabin maszynowy 12,7 mm i jeden 7,62 mm), zaś zamontowany radar zajmował tak dużo miejsca, że nie było miejsca dla strzelca-radiotelegrafisty. Urządzenie miało niewielki zasięg i dużą martwą strefę oraz było podatne na zakłócenia z ziemi. W toku użytkowania Pe-2 w charakterze myśliwca nocnego nie osiągnięto żadnych sukcesów.
Konstruktor samolotu Władimir Petlakow zginął 12 stycznia 1942 roku w katastrofie samolotu Pe-2, którym leciał jako pasażer. Od 29 czerwca 1943 roku głównym konstruktorem samolotu został Władimir Miasiszczew.

## Pe-2FT

Silnik WK-105PF (M-105) eksponowany w MLP w Krakowie

Pierwotna wersja Pe-2 została od 1942 roku zastąpiona przez Pe-2FT. Nowa maszyna posiadała lepsze uzbrojenie obronne (pojedyncze karabiny maszynowe 7,62 mm w wieżyczce grzbietowej i po każdej stronie belki ogonowej), usunięto z niej podskrzydłowe hamulce aerodynamiczne, zmniejszono przeszklenie przedniej części kadłuba, w lutym 1942 roku zaś możliwe stało się wyposażenie samolotu w mocniejsze silniki. W wyniku dalszych prac rozwojowych powstały takie wersje jak: samolot rozpoznania fotograficznego dalekiego zasięgu Pe-2R, ze zbiornikami o większej pojemności, samolot szkolny UPe-2 z przebudowaną kabiną i podwójnymi przyrządami pilotażowymi, wielozadaniowy samolot myśliwski Pe-3 uzbrojony w działka 20 mm i dwa karabiny maszynowe 12,7 mm na dolnym i górnym stanowisku strzeleckim oraz prowadnice dla pocisków rakietowych 132 mm. Istniało także wiele wersji eksperymentalnych.
Pe-2 był także obiektem doświadczeń z zastosowaniem silników rakietowych od października 1943 r. Osiągnięto prędkość większą o 92 km/godz. od pierwotnej.

## Wersje
- WI-100 – prototyp myśliwca wysokościowego na bazie którego powstał Pe-2. Uzbrojony był w 2 działka, 3 karabiny maszynowe i ewentualnie 2 bomby po 250 lub 500 kg.
- PB-100 – prototyp Pe-2
- Pe-2 – pierwsza wersja samolotu
- Pe-2FT – ulepszona wersja samolotu
- Pe-2R – samolot rozpoznania fotograficznego dalekiego zasięgu
- UPe-2 – samolot szkolny (zbudowano 671)[9]
- Pe-2 M-82 – wersja z silnikami gwiazdowymi M-82F (zbudowano 32, lotnictwo otrzymało 24 sztuki)[10]
- Pe-2I – wersja zmodernizowana (zbudowano 5)[2]
- Pe-3 – wielozadaniowy samolot myśliwski, który powstał na bazie Pe-2

## W muzeach
- Polska
  - Muzeum Wojska Polskiego w Warszawie – Pe-2FT
- Rosja
  - Centralne Muzeum Sił Lotniczych Federacji Rosyjskiej w Monino pod Moskwą
- Bułgaria
  - Narodowe Muzeum Lotnictwa w Krumowie
- Norwegia – kabina Pe-2FT